# HD 143009
HD 143009，又名CD-4110478，SAO 226425、HR 5943，是一颗恒星，视星等为4.99，位于銀經336.44，銀緯8.58，其B1900.0坐标为赤經15h 52m 41.5s，赤緯-41° 8.58′ 27″。